# Denis Ducarme
Denis Ducarme (Watermaal-Bosvoorde, 23 oktober 1973) is een Belgisch politicus voor de liberale MR.

## Levensloop
Denis Ducarme groeide op in een politieke familie. Hij is de zoon van Daniel Ducarme (1954-2010), burgemeester van Thuin, minister-president van het Brussels Hoofdstedelijk Gewest en partijvoorzitter van de PRL en de MR, en diens eerste vrouw Simone Genaux, schepen en OCMW-voorzitter in Thuin. Aan de ULB behaalde hij een licentiaat in de politieke wetenschappen, internationale relaties en Europese integratie. 
Van 1999 tot 2000 werkte Ducarme als kabinetsmedewerker bij toenmalig minister van Buitenlandse Zaken Louis Michel. Bij de gemeenteraadsverkiezingen van 2000 werd hij verkozen tot gemeenteraadslid van Thuin, waar Ducarme van 2000 tot 2003 schepen van Werk, Openbare Werken, Sport en Economische Zaken was. Ook was hij van 2000 tot 2003 provincieraadslid van Henegouwen. Eind 2003 nam Ducarme ontslag als schepen van Thuin wegens een conflict met het gemeentebestuur. Vervolgens verhuisde hij in 2004 naar Momignies en was daar van 2006 tot 2017 OCMW-raadslid. In 2017 verhuisde hij naar Ham-sur-Heure-Nalinnes en nog eens vier jaar later vestigde Ducarme zich in Charleroi om de plaatselijke MR-afdeling te versterken. Hij werd tevens lid van de raad van bestuur van de tewerkstellingsdienst van Zuid-Henegouwen en ging zetelen in het Comité voor Strategische Ontwikkeling voor de regio van Charleroi en Zuid-Henegouwen. 
Van 2003 tot 2017 zetelde hij voor de kieskring Henegouwen in de Kamer van volksvertegenwoordigers. Hij werd er actief in de commissies Landsverdediging en Binnenlandse Zaken en legde zich toe op onderwerpen als veiligheid, terrorisme en immigratie, alsook de verdediging van het laïcisme en de strijd tegen de politieke islam. Van oktober 2014 tot juli 2017 was Ducarme MR-fractieleider in de Kamer. Sinds 2015 is hij tevens voorzitter van de MR-federatie van de provincie Henegouwen.
Eind juli 2017 volgde hij Willy Borsus op als federaal minister van Middenstand, KMO's, Zelfstandigen, Landbouw en Maatschappelijke Integratie. Na de val van de Regering-Michel I op 9 december 2018 en het vertrek van de N-VA-regeringsleden, kreeg hij ook de bevoegdheid Grootstedenbeleid.
Bij de verkiezingen van mei 2019 werd Ducarme als lijsttrekker van de Henegouwse MR-lijst opnieuw verkozen in de Kamer. Eind september 2019 stelde hij zich kandidaat voor het voorzitterschap van zijn partij. In de eerste ronde van de voorzittersverkiezingen, op 12 november, eindigde hij op de tweede plaats met 25,12 procent van de stemmen. Hierdoor stootte hij door naar de tweede ronde van de voorzittersverkiezingen, waarbij hij het opnam tegen Georges-Louis Bouchez, die de meeste stemmen had behaald. In deze tweede ronde, die op 29 november plaatsvond, verloor hij van Bouchez met 38 procent van de stemmen. In maart 2020 verliet hij de Kamer toen hij minister werd in de Regering-Wilmès II. Voor de duur van zijn ministerschap werd hij vervangen door Benoît Friart, de eerste opvolger op de lijst.
Ducarme bleef federaal minister tot de eedaflegging van de Regering-De Croo in oktober 2020. Het was de bedoeling dat hij vervolgens minister in de Waalse Regering zou worden, maar dat ging uiteindelijk niet door. Als hij Waals minister zou geworden zijn, zouden er in de Waalse Regering twee van de acht ministers vrouw zijn, terwijl de Waalse regering ten minste voor een derde uit vrouwen moet bestaan. Ducarme nam vervolgens zijn functie als Kamerlid opnieuw op. Bij de federale verkiezingen van juni 2024 kreeg hij de derde plaats op de MR-lijst van Henegouwen en werd Ducarme herkozen in de Kamer. Vervolgens werd hij er voorzitter van de commissie Sociale Zaken, Werk en Pensioenen.
Ducarme werd tevens benoemd tot ridder in de Leopoldsorde.